# Giuseppe Merosi

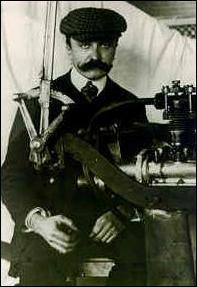
Giuseppe Merosi

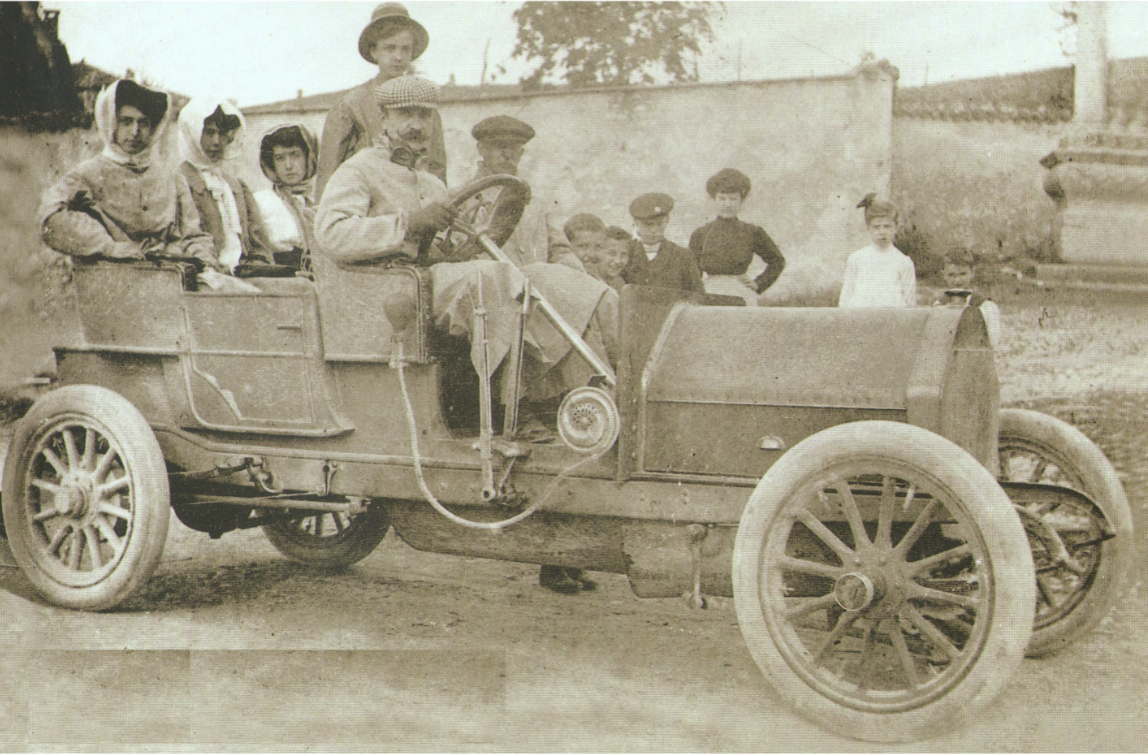
Merosi 1910 am Steuer eines A.L.F.A.-24-HP-Prototypen

Giuseppe Merosi (* 17. Dezember 1872 in Piacenza; † 27. März 1956) war ein italienischer Konstrukteur von Automobilen.

## Leben
Merosi erlernte den Beruf eines Landvermessers. Als Jugendlicher nahm er an Radrennen teil. Um 1895 gründete er zusammen mit einem Freund, Vittorio Bassi, ein Unternehmen zur Herstellung von Fahrrädern. 1899 wechselte er zur Firma Orio & Marchand, einem Hersteller von Nähmaschinen und Motorrädern, die zu der Zeit beabsichtigte Automobile herzustellen. Dort wurde er zunächst Testfahrer sowie Rennfahrer für Motorräder und wenig später Chefkonstrukteur. Es ist unbekannt, wie der stets bescheiden auftretende Autodidakt Merosi zu den fachlichen Kenntnissen kam, die ihn zum Chefkonstrukteur qualifizierten. Um 1905 arbeitete Merosi etwa ein Jahr bei Fiat und wurde dann 1906 Chefkonstrukteur der Automobilabteilung von Bianchi, wo er unter anderem den 120-HP-Grand-Prix-Wagen konstruierte. 1909 wechselte er als Chefkonstrukteur zum gerade in Gründung befindlichen Unternehmen Alfa Romeo.
Merosi setzte auf großvolumige Vierzylindermotoren mit moderner Anordnung der Ventile und zwei obenliegenden Nockenwellen. Der erste Alfa war der 24 HP, der am 24. Juni 1910 auf den Markt kam. Aus 4,1 Liter Hubraum wurden 42 PS erzielt und der Wagen erreichte eine für damals sehr beachtliche Höchstgeschwindigkeit von 100 km/h. Im ersten Jahr wurden bereits 50 Stück verkauft. Die Wagen eroberten sich schnell einen Ruf als robuste und zuverlässige Fahrzeuge, verbunden mit einem eleganten Design. Weitere Vierzylindermodelle folgten in den kommenden Jahren.
Bei Alfa erkannte man damals die große Bedeutung des Motorsports sowohl für die Entwicklung als auch für das Image. So nahmen bereits 1911 zwei Alfa-24-HP-Werkswagen an der Targa Florio teil. Anfang der 1920er Jahre wurde das Programm durch die Sechszylinder-G1 und RL/RM ergänzt. 1923 wurde mit dem RL durch Ugo Sivocci erstmals die Targa Florio gewonnen. Im selben Jahr entwickelte Merosi den Rennwagen P1, der allerdings noch nicht konkurrenzfähig war.
Nachdem 1923 der Konstrukteur Vittorio Jano mit dem deutlich erfolgreicheren P2 die Entwicklung der Rennwagen übernommen hatte, rückte Merosi in den Hintergrund und verließ 1926 Alfa Romeo.